# El Cují
El Cují est l'une des dix paroisses civiles de la municipalité d'Iribarren dans l'État de Lara au Venezuela. Sa capitale est Barquisimeto, chef-lieu de la municipalité et capitale de l'État, dont elle constitue l'une des paroisses civiles urbaines, déconnectée et située au nord du cœur urbain dont elle est séparée par le massif dominé par le cerro Gordo.

## Géographie

### Démographie
Si Barquisimeto constitue de jure sa capitale, la paroisse civile abrite de fait d'autres localités, parmi lesquelles :
- Barquisimeto
- Carorita
- Cayure
- El Cují
- El Letrero
- El Roble
- El Tural
- La Laguna
- La Rosa
- Las Mayitas
- Las Veritas
- Sabana Grande
- Uribana